# Amtorg Trading Corporation
Амто́рг (англ. Amtorg Trading Corporation) — акционерное общество, учреждённое в штате Нью-Йорк (США) в 1924 году с целью содействия развитию советско-американской торговли в первые годы существования Советской России и выступавшее в роли посредника при осуществлении экспортно-импортных операций советских внешнеторговых объединений с американскими компаниями. Амторг осуществлял закупки в США оборудования для нужд СССР, проводил приёмку закупленных товаров и контролировал их отгрузку. Амторг базировался в Нью-Йорке. В Москве по адресу Трубниковский переулок, 19 находилось генеральное представительство Амторга — «Совамторг».

## История

### Учреждение
Компания была инкорпорирована в Нью-Йорке 27 мая 1924 года (то есть, до установления американо-советских дипломатических отношений) как частное акционерное общество с участием советского капитала, в результате слияния контролируемых советским правительством торговых компаний АРКОС (ARCOS) и «Продактс эксчейндж корпорейшн» (Products Exchange Corporation). Формально основными держателями акций являлись Внешторгбанк, Центросоюз и даже советские руководители корпорации. Кроме организации внешней торговли, Амторг служил прикрытием для агентов ИНО ОГПУ. Работа Амторга была особенно важна в годы, предшествовавшие признанию СССР со стороны США, поскольку советское посольство в США было открыто только при президенте Франклине Д. Рузвельте в 1933 году, после официального дипломатического признания СССР со стороны США.
У истоков создания Амторга стояли Л. К. Мартенс и финский социалист Сантери Нуортева. Унаследовала банковские кредитные атрибуты, арендные и иные договоры и контракты, штат сотрудников от «Эллайд американ корпорейшн» (Аламерико), принадлежавшей братьям Виктору и Арманду Хаммерам.
С 1924 года издавала ежемесячный научно-технический журнал «Американская техника и промышленность» (American Engineering and Industry), направлявшийся в СССР и распространявшийся по советским предприятиям и научным учреждениям. В 1929—1930 гг. через Амторг 1700 американских компаний продали товаров на сумму 94,5 млн долларов, то есть более 50 % всего объёма торговли между двумя странами, причём значительная часть (35 %) закупок в США приходилась на долю Всероссийского текстильного синдиката.

### Разведывательная деятельность
В 1924—1933 годах, до открытия дипломатического представительства СССР в США, Амторг фактически выполнял функции и посольства, и торгпредства, служил главной закупочной организацией Советского Союза в Америке и источником экономической информации о США. По утверждению Бориса Бажанова и Филиппа Бобкова, Амторг также являлся основной базой для подпольной работы Коминтерна и ОГПУ. Эта информация не была секретом на Западе, так как ещё в 1924 году главный инженер нью-йоркской конторы Амторга Владимир Камеров обратился к американским властям с просьбой о предоставлении ему политического убежища и выдал известных ему коллег по работе, которые одновременно являлись негласными сотрудниками советских разведорганов, вскрыв фактически всю их сеть. Таковых оказалось около двадцати человек, то есть треть от общего числа сотрудников в штате конторы (58 человек). Шпионские скандалы сотрясали организацию и раньше, когда её сотрудников периодически задерживали сотрудники ФБР и выдворяли обратно в Советский Союз, например вице-президента Амторга Ф. М. Зявкина. Начальник отдела контрразведывательной работы по советским разведывательным мероприятиям Главного управления ФБР в Нью-Йорке Джеймс Фокс заявил, что наибольшую результативность с точки зрения их практического эффекта имели как раз не деятельность агентурной разведки, а целиком легальные действия по проверке контрагентов — американских компаний путём подачи официальных запросов в федеральные и местные органы финансового контроля. Под предлогом намерения заключения сделки Амторг получал доступ к информации о любой зарегистрированной в США компании. Причём, помешать им в этом было нельзя, так как подавая официальные запросы, они не выходили за пределы правового поля, будучи инкорпорированным субъектом хозяйственной деятельности. В этой связи федеральные служащие называли Амторг «плацдармом советского шпионажа» и старейшим советским разведорганом в США.

### Содействие трудовой миграции американских инженеров в СССР
Создание и последующая деятельность Амторга стали возможными в связи с занятой правительством США официальной позицией — не признавая Советской России дипломатически и не развивая торгово-экономических отношений с ней на официальном уровне, не препятствовать, вместе с тем, частным американским компаниям, проявляющим интерес к установлению торгово-экономических отношений с советскими торгово-промышленными организациями и ведомствами. Изданные американскими властями законы и инструкции сделали возможным для советских официальных лиц, занимающихся торгово-экономическими вопросами, приезд и проживание в США без особых ограничений . Частным американским предпринимателям и специалистам было разрешено выезжать в Советскую Россию и проживать там при условии, что правительство США снимает с себя ответственность в случае возникновения у них сложностей с советскими властями и не сможет оказать им какой-либо помощи в подобных ситуациях.
В годы Великой депрессии Амторг объявил о наличии в СССР около 12 тыс. вакантных рабочих мест в различных отраслях промышленности. Одновременно в ряде леволиберальных периодических изданий США были опубликованы рекламные объявления, подобные тому, которое появилось в журнале «Нейшн» 16 января 1929 года: «Интеллектуалы, работники социальных служб, мужчины и женщины, имеющие специальность, от чистого сердца приглашаются в Россию… страну, в которой проводится величайший в мире эксперимент, страну с созвездием живописных народов, чудесной природой, восхитительной архитектурой и экзотическими цивилизациями».
В итоге только в течение 1930 года в Амторг, исполнявший в Америке консульские функции, было подано около миллиона заявлений
При содействии Амторга советским властям удалось установить контакты с крупнейшими американскими организациями и компаниями. Основным финансовым консультантом и банкиром компаний являлся один из крупнейших банков США «Чейз нэшнл бэнк».

### Ленд-лиз
Во время Второй мировой войны Амторг вместе с Государственной закупочной комиссией занимался поставками военной техники и промышленного оборудования в СССР по программе ленд-лиза. В октябре 1946 года американские власти потребовали регистрации Амторга в министерстве юстиции по Акту Смита как организации, представляющей интересы иностранного государства (в годы войны согласно тому же закону для Амторга делалось исключение, поскольку тогда его деятельность считалась «важной для обороны США»), т. н. «иностранного агента». Руководство Амторга в соответствии с указаниями МИД и МВТ упорно отказывалось от регистрации, пока в октябре 1949 года дело не дошло до ареста 5 руководящих сотрудников компании агентами ФБР за нарушение закона Смита. Лишь под угрозой суда и обвинения в занятии не только торговой деятельностью и после личного распоряжения И. В. Сталина Амторг согласился на регистрацию, и судебное дело против него было прекращено при негласном содействии администрации Г. Трумэна.

### Прекращение деятельности
Амторг прекратил существование в 1998 году без каких-либо официальных решений или постановлений Правительства Российской Федерации на этот счёт.

## Руководители
- 1924—1925 — И. Я. Хургин
- 1925 — Э. М. Склянский
- 1925—1926 — А. В. Пригарин[12]
- 1927—1930 — С. Г. Брон
- 1930—1934 — П. А. Богданов
- 1934—1937 — И. В. Боев
- 1936—1938 — Д. А. Розов
- ???? — ???? — А. Л. Шейнман
- 1939–1944 — К. И. Лукашёв
- 1944–1948 — М.М. Гусев
- 1948-1949 - Алексей Захаров
- 1958—1959 — Н. Н. Смеляков
- 1963—1967 — С. С. Малов
- 1967—1972 — В. Н. Ничков[13]
- 1972—1977 — В. И. Бессмертный
- 1978-1983 - Ю.А. Кисленко
- 1983-1985 - Юрий Щербина
- 1989—1993 — Ю. М. Машкин